# Nová Lesná
Nová Lesná (in ungherese Alsóerdõfalva, in tedesco Neuwalddorf) è un comune della Slovacchia facente parte del distretto di Poprad, nella regione di Prešov.
Il villaggio fu menzionato per la prima volta nel 1315 con il nome di Menartwaltorph.